# قاییدان
قاییدان روستایی در دهستان هندودر بخش سربند شهرستان شازند استان مرکزی ایران است.مردم این روستا به زبان لری تکلم میکنند.

## جمعیت
بر پایه سرشماری عمومی نفوس و مسکن در سال ۱۳۹۵ جمعیت این روستا ۲۵۰ نفر (۷۵خانوار) بوده‌است.